# Aplanusiella utahensis
Aplanusiella utahensis är en insektsart som beskrevs av Nielson och Haws 1992. Aplanusiella utahensis ingår i släktet Aplanusiella och familjen dvärgstritar. Inga underarter finns listade i Catalogue of Life.